# Visul Annabelei
 Visul Annabelei  (titlu original:  Annabelle's Wish) este un film de Crăciun, de animație, american din 1997 regizat de Roy Wilson. În rolurile principale joacă actorii Randy Travis, James Lafferty și Jim Varney.

## Prezentare
O poveste emoționantă a sacrificiului de sine și de prietenie atunci când o văcuță renunță la miracolul de Crăciun pentru a veni în ajutorul unui băiat.

## Distribuție (voci)
- Annabelle: o tânără văcuță, voce: Kath Soucie

## Titluri internaționale
- Italia: Il magico sogno di Annabelle
- Ungaria: Karácsonyi kívánság
- Polonia: Życzenie Annabelli